# هووی (مجارستان)
هووی (به مجاری:  Hövej) یک شهرداری در مجارستان است که در ناحیه کاپووار واقع شده‌است. هووی ۸٫۵۲ کیلومتر مربع مساحت و ۳۰۷ نفر جمعیت دارد.